# صداع النبيذ الأحمر
صداع النبيذ الأحمر (اختصارًا RWH) هو صداعٌ غالباً ما يرافقه غثيانٌ وتوهجٌ بالوجه، يحدث بعد استهلاك النبيذ الأحمر من قِبَل الأفراد المعرضين للخطر. أفادت الدراسات أنَّ صداع النبيذ الأبيض أقل شيوعاً.

## الكبريتات
تحتوي العديد من أنواع النبيذ على ملصق تحذيري حول الكبريتات، ويعتقد بعض الناس أن الكبريتات هي سبب صداع النبيذ الأحمر وغيرها من ردود الفعل التحسسية والزائفة. ومع ذلك، قد لا يكون هذا هو الحال.فالفواكه المجففة والأطعمة المصنعة مثل لحم الغداء لديها كبريتات أكثر من النبيذ الأحمر.لا تعتبر ردود الفعل على الكبريتات ((حساسية حقيقية)) وردود الفعل الأكثر شيوعاً تحدث في الأشخاص المصابين بالربو وقد تظهر في صعوبة في التنفس أو ردود فعل الجلد بدلاً من الصداع.
قد يتم إعفاء بعض النبيذ من تضمين تحذير الكبريتيت. النبيذ الذي لديه اقل من 10 مغ/لتر من الكبريتيت لا تحتاج إلى أن تكون وصفت أنها تحتوي على كبريتيت.وهذا يشمل الكبريتات المضافة والطبيعية، مثل الكبريتات التي تأتي من التربة، أو تلك التي تنتجها الخمائر أثناء التخمير الكحولي. النبيذ المصنف ((100% عضوي))، ((عضوي))، ((صنع مع العنب العضوي))، ((صنع مع العنب العضوي وغير العضوي)) أو بدون شهادة عضوية قد تحتوي على كبريتات، ويجب الكشف عن ذلك على الملصق.وهذا يعني أيضًا أن ما يسمى النبيذ ((الطبيعي)) يمكن أن يحتوي أيضا على كبريتات وقد تنطبق قواعد مختلفة في قارات مختلفة.

## الهيستامين
الهيستامين موجود في مجموعة متنوعة من المنتجات المخمرة مثل النبيذ والجبن والساوركراوت. النبيذ الأحمر لديه 20-200% هيستامين أكثر من النبيذ الأبيض، وأولئك الذين يتفاعلون معه قد يكون لديهم نقص في إنزيم الاوكسيديز ديامين. يعتقد الخبراء أنه في بعض الأفراد قد يؤدي استهلاك الكحول إلى ارتفاع مستويات بلازما الهيستامين حتى في غياب الهيستامين في المشروبات المستهلكة. وجدت دراسة أجريت على 16 شخص يعانون من عدم تحمل النبيذ الأحمر عدم وجود أي فرق في ردود الفعل على نبيذ الهيستامين المنخفض والمرتفع. قد يكون للا أمينات الحيوية الأخرى أي تأثير.

## البروستاغلاندينات
صداع النبيذ الأحمر يمكن أن يكون سبب الإفراج عن البروستاغلاندينات التي يكون بعض الناس غير قادرين على الاستقلاب. البروستاغلاندينات هي المواد التي يمكن أن تسهم في الألم والتورم. ايبوبروفين والباراسيتامول والأسبرين هم مثبطات البروستاغلاندينات. وقد اثبت أن الأسبرين والايبوبروفين فعالين في منع كل من المراحل المبكرة والمتأخرة من صداع النبيذ الأحمر، وكان الباراسيتامول فعال في عرقلة المرحلة المبكرة.